# Sigismundo Gonçalves
Sigismundo Antônio Gonçalves (Barras, 29 de setembro de 1845 — 21 de maio de 1915) foi um jornalista, magistrado e político brasileiro.
Durante o regime republicano, foi nomeado ministro do Supremo Tribunal de Justiça. Foi chefe de polícia, deputado provincial de 1868 a 1869 e deputado geral por duas legislaturas (1878 - 1881 e fevereiro - setembro de 1885).
Foi presidente da província de Pernambuco, de 14 a 15 de novembro de 1889. Também governou o estado de Pernambuco por duas vezes, em 1899 - 1900 e de 7 de abril de 1904 a 7 de abril de 1908, sendo, também, senador pelo estado por duas vezes, no período 1900 - 1903 e 1908 - 1915.
Notabilizou-se, entre outras coisas, por ter mandado a polícia de Pernambuco atear, deliberadamente, fogo ao Derby, um moderno centro comercial no Recife, no dia 2 de janeiro de 1900, por orientação de seu mentor político o Conselheiro Rosa e Silva, destruindo aquele empreendimento pioneiro recém criado por Delmiro Gouveia, de quem era inimigo político, com o objetivo de levá-lo à falência. O jornal do Recife A Província publicou, em 4 de janeiro de 1900, um telegrama atribuído ao então governador Sigismundo Gonçalves para o Conselheiro Rosa e Silva: "Mercado incendiado. Delmiro preso. Saudações, Sigismundo Gonçalves".